# Syri i Kaltër
Koordinaten: 39° 55′ 25″ N, 20° 11′ 34″ O
Syri i Kaltër (dt. Blaues Auge) ist eine Karstquelle am Westabhang des in Albanien gelegenen Gebirges Mali i Gjerë. Es ist mit 6 m³/s die wasserreichste Quelle des Landes.

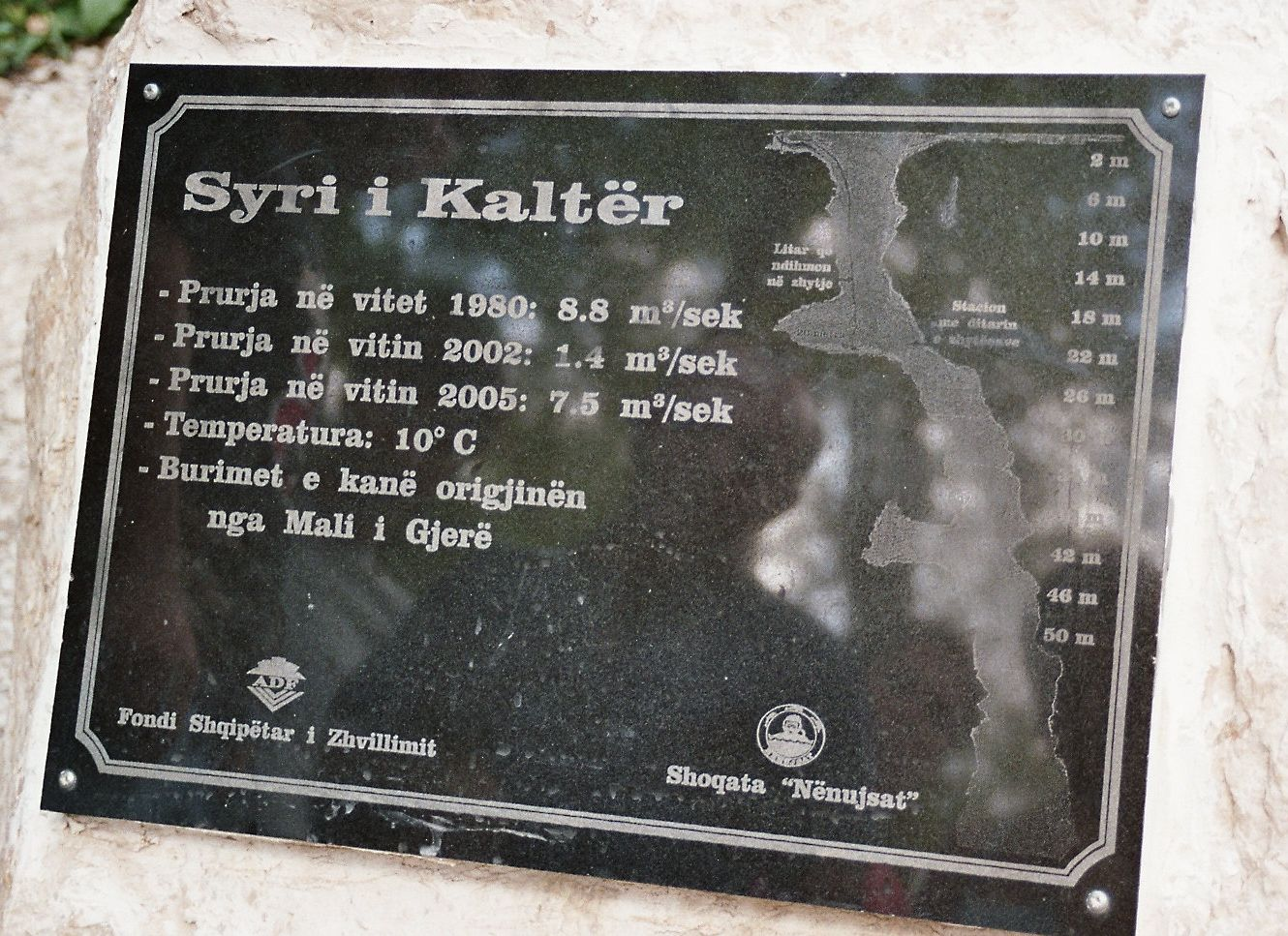
Tafel mit Erläuterungen und Querschnitt des Quelltopfs

Das Wasser tritt unter hohem Druck aus einem Quelltopf hervor, dessen genaue Tiefe noch nicht erkundet werden konnte. Die Temperatur beträgt 12,75 °C mit einer maximalen Abweichung von lediglich 0,15 °C. Vor dem Hintergrund des hellen Kalksteins hat das Wasser im Sonnenlicht eine tiefblaue Farbe, die ihr auch den Namen verleiht. Das Wasser von Syri i Kaltër fließt in die Bistrica ab, die kurz nach der Quelle zur Energiegewinnung gestaut wird. 
Im Sommer 2004 war die Quelle vorübergehend ausgetrocknet.
Die unmittelbare Umgebung steht unter Naturschutz und ist durch Eichen- und Platanenhaine gekennzeichnet. 2022 wurde das Schutzgebiet erweitert von 180 Hektar auf 290 Hektar und der Schutzstatus vom Naturdenkmal zum Naturpark erhoben.
Obwohl als Schutzgebiet ausgewiesen, wurde Ende der 1990er Jahre der Bau eines Restaurants bei Syri i Kaltër gestattet, wodurch die Umgebung viel von ihrem ursprünglichen Reiz verloren hat. Nach wie vor ist die Quelle aber ein beliebtes Ausflugsziel, das von den nahe gelegenen Städten Delvina und Saranda mit dem Auto binnen einer halben Stunde zu erreichen ist. 2022 wurde die Zufahrt neu geregelt mit einem Parkplatz außerhalb des Schutzgebiets und für den Quelltopf ein Badeverbot erlassen – das aber zumindest vorerst weitgehend ignoriert wurde.
In der Nähe der Quelle wurden Fischzuchtbecken angelegt, die aus ihrem Wasser gespeist werden. Heute werden sie nicht mehr genutzt.